# Bandeira (canção)
Bandeira é uma canção de 1997 do cantor Zeca Baleiro, presente no álbum Por Onde Andará Stephen Fry?.
Foi incluída na trilha-sonora da novela "Por Amor" da TV Globo Impulsionada por isso, ela foi bastante executada nas rádios

## Prêmios e indicações
| Ano  | Prêmio                 | Categoria                       | Resultado | Ref.        |
| ---- | ---------------------- | ------------------------------- | --------- | ----------- |
| 1998 | MTV Video Music Brasil | Videoclipe de Artista Revelação | Indicado  | [ 3 ] [ 4 ] |
| 1998 | MTV Video Music Brasil | Videoclipe de MPB               | Indicado  | [ 3 ] [ 4 ] |
| 1998 | Prêmio Sharp           | Melhor Música                   | Venceu    | [ 1 ] [ 5 ] |